# Into Harmony’s Way
Into Harmony’s Way («На пути к гармонии») — седьмая серия двенадцатого сезона мультсериала «Гриффины». Премьерный показ состоялся 8 декабря 2013 года на канале FOX.

## Сюжет
Эпизод начинается с того, что Гленн заходит в гости к Питеру. Сидя на диване и разговаривая, они вдруг замечают, что в дом залетела оса. Парни кричат от страха, причем их голоса сливаются в красивый мелодичный звук. Питер понимает, что им вдвоем можно создать собственную группу и разъезжать по штатам с концертами.
Не теряя ни минуты, друзья начинают сочинять композиции. После продолжительной работы Гленн и Питер отправляются в магазин к Морту, который немедленно замечает отличное сочетание голосов его знакомых. Голдман рассказывает парням историю о том, как он сам когда-то был продюсером группы Earth, Wind & Fire, но его карьера разрушилась. Парни нанимают Морта к себе, и тот предлагает им выступить в публичной библиотеке, однако выступление проходит не очень хорошо: в конце песни зал пуст. Гленн и Питер в отчаянии идут домой, но Морт говорит им о том, что они оба приглашены на музыкальный фестиваль.
После исполнения песни про Поп-тартс к Гленну и Питеру приходит слава: публике понравился новый жанр песен. Тут же парни отказываются от дальнейших услуг Морта, ведь им уже предложили несколько туров по США. Питер приходит домой и забирает вещи, он едет на выступления, оставляя семью на День благодарения. Работа идет полным ходом: записываются треки, проходят выступления, но обстановка между двумя певцами накаляется до предела, когда Питер во время выступления теряет плектр в гитаре. Гленн во время выступления разбивает гитару вдребезги и уходит.
Питер приезжает домой и извиняется перед семьей за то, что он оставил свою семью на праздник. В это время к нему подходит и Гленн, друзья мирятся. Питер решает сходить в автобус за некоторыми вещами, но зрителям видно, что там он застреливается.

## Интересные факты
- В этом эпизоде не присутствует Брайан, который погиб в предыдущем эпизоде, вместо него здесь Винни, пес, которого Гриффины завели не так давно.
- Питер и Гленн поют песню про популярнейший в Америке десерт Поп-тартс с арахисовым маслом.
- На самом деле, всей этой истории могло и не быть. Ведь уже в следующей серии Стьюи вернется в прошлое и спасет Брайана от машины, а эта временная линия, где Питер и Гленн стали певцами, может и не существовать вовсе.
- Новый пес Гриффинов, Винни, играет главную роль в заставке "Гриффинов".

## Рейтинги
- Рейтинг эпизода составил 2.7 среди возрастной группы 18-49 лет.
- Серию посмотрело порядка 5.36 миллиона человек.
- Серия стала второй по просматриваемости в ту ночь «Animation Domination» на FOX, проиграв по количеству просмотров «Симпсонам» с их 6.85 миллионами зрителей.[1]

## Критика
Алистер Уилкинс из A.V. Club дал эпизоду оценку B-, поясняя это так: «Конец эпизода напоминает нам о том, насколько эластичной в „Гриффинах“ может быть реальность (…) Питер думал о том, что это значит — вернуться к своей обычной жизни после славы, он немедленно застрелился. Бесконечно малы шансы того, что Питер застрелился „насовсем“, скорее всего, это не коснется последующих эпизодов, но это серьезная отсылка к серьезной, настоящей смерти Брайана две недели назад. „Гриффины“ далеки от идеала, но меня все равно впечатляет, что всего за два эпизода мы смогли увидеть два типа диаметрально противоположных видов смертей…»